# Chhota Chhindwara (Gotegaon)
Chhota Chhindwara (Gotegaon) é uma cidade e uma nagar panchayat no distrito de Narsimhapur, no estado indiano de Madhya Pradesh.

## Demografia
Segundo o censo de 2001, Chhota Chhindwara tinha uma população de 23 417 habitantes. Os indivíduos do sexo masculino constituem 52% da população e os do sexo feminino 48%. Chhota Chhindwara (Gotegaon) tem uma taxa de literacia de 76%, superior à média nacional de 59,5%; a literacia no sexo masculino é de 81% e no sexo feminino é de 70%. 13% da população está abaixo dos 6 anos de idade.